# شوريك (ماكو)
شوريك هي قرية في مقاطعة ماكو، إيران. يقدر عدد سكانها بـ 28 نسمة بحسب إحصاء 2016.